# Mané-Peulh
Pour les articles homonymes, voir Mané.
Ne doit pas être confondu avec Mané-Mossi.
Mané-Peulh est une localité située dans le département de Mané de la province du Sanmatenga dans la région Centre-Nord au Burkina Faso.

## Histoire
Mané-Peulh est le village historiquement habité par les populations peules de Mané.

## Éducation et santé
Le centre de soins le plus proche de Mané-Peulh est le centre de santé et de promotion sociale (CSPS) de Mané tandis que le centre hospitalier régional (CHR) se trouve à Kaya.